# Quneitra
Quneitra (in arabo القنيطرة‎?, al-Qunayṭra, anche conosciuta come Al Qunaytirah, Qunaitira, Qanaytra o Kuneitra) è una città fantasma situata nella Siria meridionale, nel Governatorato di Quneitra, all'interno della fascia di sicurezza ONU che divide Siria e Israele. 
Il 10 giugno 1967, l'ultimo giorno della Guerra dei Sei Giorni , Quneitra passò sotto il controllo israeliano. Fu brevemente riconquistata dalla Siria durante la Guerra del Kippur del 1973, ma Israele ha riacquistato il controllo nella sua successiva controffensiva. 
La città fu quasi completamente distrutta prima del ritiro israeliano nel giugno 1974. 
La Siria si era rifiutata di ricostruire la città e ha attivamente scoraggiato il reinsediamento nella zona. Israele è stato criticato dalle Nazioni Unite per la distruzione della città, mentre Israele ha anche criticato la Siria per non aver più ricostruito Quneitra. 
Durante la guerra civile siriana, Quneitra divenne un punto di scontro tra le forze ribelli e l'esercito arabo siriano. 
Nel 2004, la sua popolazione era stimata in 153 persone, con circa 4.000 in più nelle aree circostanti della città precedente.
Il 6 giugno 2013, il vicino valico di frontiera di Quneitra fu attaccato dalle forze ribelli e temporaneamente occupato, prima di essere rioccupato dall'esercito baathista siriano. Nel luglio 2013, le forze di opposizione attaccarono un posto di blocco militare a Quneitra e il giorno successivo attaccarono diverse postazioni dell'esercito baathista siriano a Quneitra.
Nell'agosto 2014, le forze ribelli conquistarono il valico. Un membro filippino della Forza di Pace delle Nazioni Unite (UNDOF) rimase ferito durante gli scontri. Di conseguenza, il governo austriaco annunciò il ritiro delle sue truppe dalla missione ONU.
Il 26 luglio 2018, l'esercito baathista siriano rioccupò la città di Quneitra.
Nel dicembre 2024, la città passò sotto il controllo Israeleiano.

## Galleria d'immagini

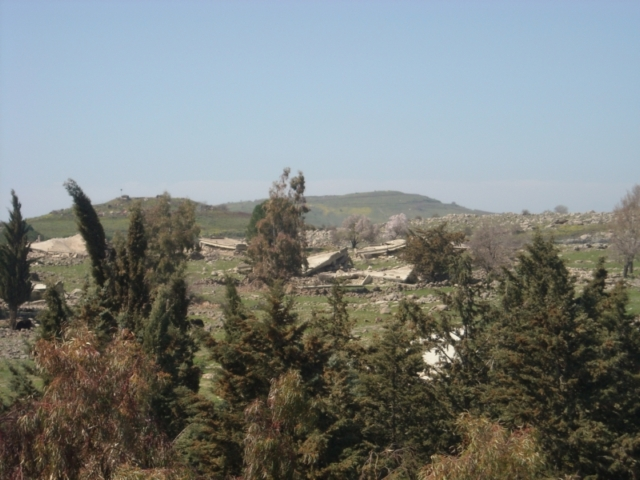
Resti della città
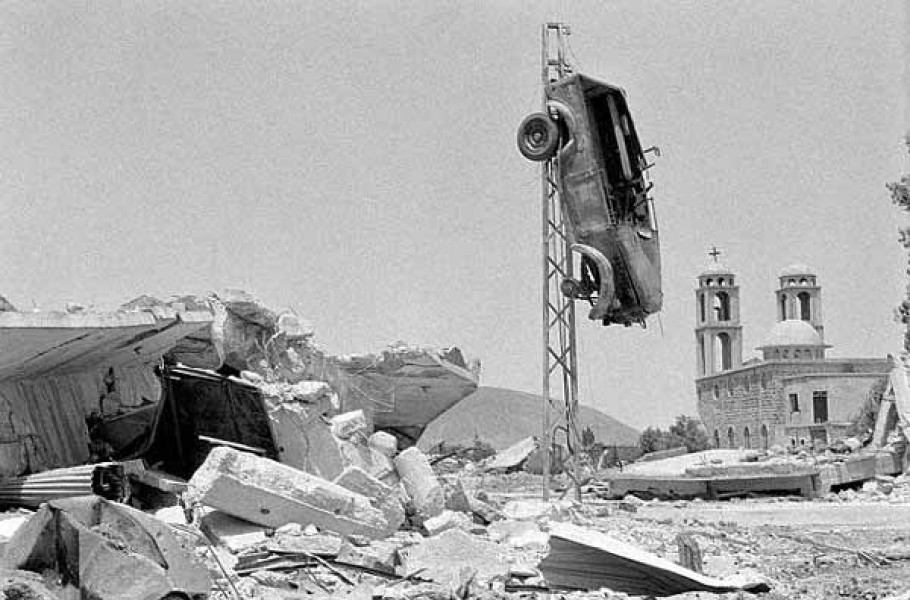
Distruzione del villaggio, dopo la ritirata Israeliana del 1974